# Gerald Wellesley, VII duca di Wellington
Gerald Wellesley, VII duca di Wellington (Londra, 21 agosto 1885 – Londra, 4 gennaio 1972), è stato un nobile, militare, diplomatico e architetto inglese.

## Biografia

### I primi anni
Wellesley era il figlio terzogenito di Lord Arthur Wellesley (poi IV duca di Wellington) e di sua moglie Kathleen Bulkeley Williams. Venne battezzato alla chiesa di San Giuda presso Kilmainham, Dublino, il 27 settembre 1885 . Successivamente studiò al College di Eton.

### Carriera
Wellesley prestò servizio come diplomatico nel Corpo Diplomatico inglese dal 1908. Ebbe l'incarico di Terzo Segretario del Servizio Diplomatico dal 1910 al 1917 e fu Secondo Segretario tra il 1917 ed il 1919. Divenne membro del Royal Institute of British Architects nel 1921 e poi membro della Royal Society of Arts nel 1935, nonché sovrintendente delle opere d'arte del re dal 1936 al 1943. Ottenne il rango di tenente colonnello nel 1939 al servizio delle Grenadier Guards. Combatté nella seconda guerra mondiale tra il 1939 ed il 1945. Nel 1943 succedette al nipote Henry come duca di Wellington, conte di Mornington e principe di Waterloo. L'altro titolo di suo nipote, duca di Ciudad Rodrigo, passò alla sorella di Henry (sua nipote), Lady Anne Rhys, ed in seguito fu quest'ultima a cederlo allo zio nel 1949. Prestò servizio come Lord Luogotenente della Contea di Londra tra il 1944 ed il 1949 e fu Lord Luogotenente dell'Hampshire dal 1949 al 1960. Nel 1951 venne nominato cavaliere dell'Ordine della Giarrettiera.

### Progetti architettonici
I suoi progetti architettonici si basarono essenzialmente sul rimodellare strutture esistenti, come la casa del parlamentare anglo-americano Henry "Chips" Channon. Lavorando con Trenwith Wills, Wellesley ebbe modo di ristrutturare anche Castle Hill presso Filleigh, nel Devon, Hinton Ampner nello Hampshire e Biddick Hall nella contea di Durham. Wellesley inoltre disegnò la torre di Faringdon Folly per Gerald Tyrwhitt-Wilson, XIV barone Berners, e costruì la Portland House a Weymouth nel 1935.

## Opere
Gerald Wellesley fu autore delle seguenti opere:
- The Iconography of the First Duke of Wellington (1935)
- The Diary of a Desert Journey (1938)
- The Journal of Mrs. Arbuthnot (1950)
- A Selection from the Private Correspondence of the First Duke of Wellington (1952)

## Matrimonio e figli
Wellington sposò Dorothy Violet Ashton (21 agosto 1885 – 11 luglio 1956) il 30 aprile 1914; la coppia si separò nel 1922. Lei era figlia di Robert Ashton di Croughton, Cheshire (secondo cugino a sua volta di Thomas Gair Ashton, I barone Ashton di Hyde), che discendeva da una famiglia di ricchi manifatturieri del cotone, mentre la madre era (Lucy) Cecilia Dunn-Gardner, poi contessa di Scarbrough. Il suo patrigno sin dal 1899 fu Aldred Lumley, X conte di Scarbrough.
La coppia ebbe due figli:
- (Arthur) Valerian Wellesley, marchese Douro (poi VIII duca di Wellington), n. 2 luglio 1915
- Lady Elizabeth Wellesley, n. 26 dicembre 1918

Il matrimonio fu un fallimento. Dorothy Wellesley, poetessa, era bisessuale o lesbica. Secondo le memorie di famiglia scritte dalla pronipote Lady Jane Wellesley, "Dottie" Wellesley lasciò la famiglia per divenire amante di Vita Sackville-West (che scrisse her entry per il Oxford Dictionary of National Biography). Curiosamente, Gerald Wellington si era proprio fidanzato con l'ex amante della Sackville-West, Violet Trefusis. Dottie Wellington successivamente divenne amante di Hilda Matheson, produttrice della BBC. Frank O'Shea ha descritto lo stesso lord Gerald Wellesley come omosessuale.
Il VII duca fu inoltre nonno materno dell'attore e musicista Jeremy Clyde del duo folk rock Chad & Jeremy, che spopolò negli Stati Uniti durante gli anni '60 pur avendo poco successo in madrepatria.

## Ascendenza
|                                          |                               |                               | Genitori                               |  |  | Nonni |  |  | Bisnonni                               |  |  | Trisnonni                            |  |
|                                          |                               |                               |                                        |  |  |       |  |  | Arthur Wellesley, I duca di Wellington |  |  | Garret Wesley, I conte di Mornington |  |
|                                          |                               |                               |                                        |  |  |       |  |  | Arthur Wellesley, I duca di Wellington |  |  | Garret Wesley, I conte di Mornington |  |
|                                          |                               | Anne Hill-Trevor              |                                        |  |  |       |  |  | Arthur Wellesley, I duca di Wellington |  |  |                                      |  |
| Charles Wellesley                        |                               |                               |                                        |  |  |       |  |  | Arthur Wellesley, I duca di Wellington |  |  |                                      |  |
|                                          |                               | Catherine Pakenham            | Edward Pakenham, II barone di Longford |  |  |       |  |  |                                        |  |  |                                      |  |
|                                          |                               | Catherine Pakenham            | Edward Pakenham, II barone di Longford |  |  |       |  |  |                                        |  |  |                                      |  |
|                                          |                               | Catherine Pakenham            | Catherine Rowley                       |  |  |       |  |  |                                        |  |  |                                      |  |
| Arthur Wellesley, IV duca di Wellington  |                               | Catherine Pakenham            |                                        |  |  |       |  |  |                                        |  |  |                                      |  |
|                                          |                               | Henry Pierrepont              | Charles Pierrepont, I conte Manvers    |  |  |       |  |  |                                        |  |  |                                      |  |
|                                          |                               | Henry Pierrepont              | Charles Pierrepont, I conte Manvers    |  |  |       |  |  |                                        |  |  |                                      |  |
|                                          |                               | Henry Pierrepont              | Anne Orton Mills                       |  |  |       |  |  |                                        |  |  |                                      |  |
| Augusta Pierrepont                       |                               | Henry Pierrepont              |                                        |  |  |       |  |  |                                        |  |  |                                      |  |
|                                          |                               | Sophia Cecil                  | Henry Cecil, I marchese di Exeter      |  |  |       |  |  |                                        |  |  |                                      |  |
|                                          |                               | Sophia Cecil                  | Henry Cecil, I marchese di Exeter      |  |  |       |  |  |                                        |  |  |                                      |  |
|                                          |                               | Sophia Cecil                  | Sarah Hoggins                          |  |  |       |  |  |                                        |  |  |                                      |  |
| Gerald Wellesley, VII duca di Wellington |                               | Sophia Cecil                  |                                        |  |  |       |  |  |                                        |  |  |                                      |  |
|                                          | Robert Williams, IX baronetto | Hugh Williams, VIII baronetto |                                        |  |  |       |  |  |                                        |  |  |                                      |  |
|                                          | Robert Williams, IX baronetto | Hugh Williams, VIII baronetto |                                        |  |  |       |  |  |                                        |  |  |                                      |  |
|                                          | Robert Williams, IX baronetto | Emma Rowlands                 |                                        |  |  |       |  |  |                                        |  |  |                                      |  |
| Robert Williams                          | Robert Williams, IX baronetto |                               |                                        |  |  |       |  |  |                                        |  |  |                                      |  |
|                                          |                               | Anne Hughes                   | Edward Hughes                          |  |  |       |  |  |                                        |  |  |                                      |  |
|                                          |                               | Anne Hughes                   | Edward Hughes                          |  |  |       |  |  |                                        |  |  |                                      |  |
|                                          |                               | Anne Hughes                   | Mary Lewis                             |  |  |       |  |  |                                        |  |  |                                      |  |
| Kathleen Williams                        |                               | Anne Hughes                   |                                        |  |  |       |  |  |                                        |  |  |                                      |  |
|                                          |                               | Piers Geale                   | …                                      |  |  |       |  |  |                                        |  |  |                                      |  |
|                                          |                               | Piers Geale                   | …                                      |  |  |       |  |  |                                        |  |  |                                      |  |
|                                          |                               | Piers Geale                   | …                                      |  |  |       |  |  |                                        |  |  |                                      |  |
| Mary Anne Geale                          |                               | Piers Geale                   |                                        |  |  |       |  |  |                                        |  |  |                                      |  |
|                                          |                               | …                             | …                                      |  |  |       |  |  |                                        |  |  |                                      |  |
|                                          |                               | …                             | …                                      |  |  |       |  |  |                                        |  |  |                                      |  |
|                                          |                               | …                             | …                                      |  |  |       |  |  |                                        |  |  |                                      |  |
|                                          |                               | …                             |                                        |  |  |       |  |  |                                        |  |  |                                      |  |